# Cleistocactus tenuiserpens
Cleistocactus tenuiserpens är en kaktusväxtart som beskrevs av Werner Rauh och Curt Backeberg. Cleistocactus tenuiserpens ingår i släktet Cleistocactus, och familjen kaktusväxter. Inga underarter finns listade i Catalogue of Life.